# Эгилопс цилиндрический
Э́гилопс цилиндри́ческий (лат. Aégilops cylíndrica) — вид однолетних травянистых растений рода Эгилопс (Aegilops) семейства Злаки, или Мятликовые (Poaceae).

## Ботаническое описание

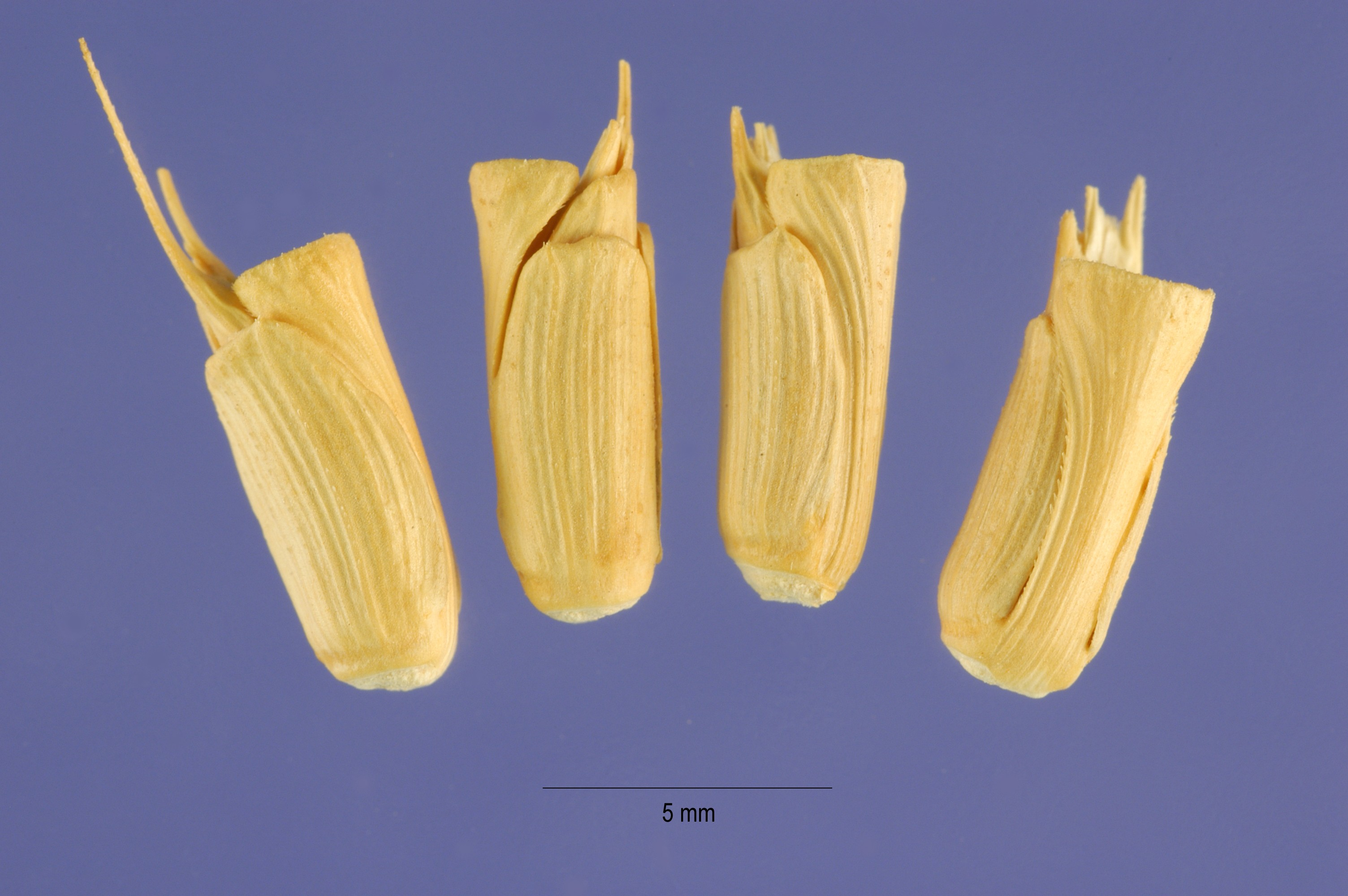
Семена

Стебель высотой около 50 см.
Листья около 5 мм шириной с обеих сторон покрыты рассеянными волосками.
Соцветие формируется в колос длиной около 10 см, во время созревания легко разламывается на отдельные членики.
Колосковые чешуи 7—10 мм длиной, не вздувшиеся, острошероховатые, с одним зубцом на верхушке и одной остью, более менее длиной. Нижняя цветковая чешуйка длиной около 10 мм, у боковых колосков с одним зубцом, у верхушечных — с двумя зубчиками, промеж которых одна ость.
Цветение в июне, плодоношение наступает в июле.

## Распространение
Встречается в Центральной, Южной и Восточной Европе, Малой Азии, на Кавказе и в Средней Азии, как заносное в Северной Америке.

## Хозяйственное значение и применение
Весной и в начале лета хорошо поедается на пастбище всеми видами домашних животных. В фазе плодоношения почти не поедается крупным рогатым скотом. Поедаемость в сене несколько хуже, чем на пастбище. Сорняк различных культур.

## Синонимы
- Aegilops caudata subsp. cylindrica (Host) Hegi
- Aegilops caudata var. cylindrica Fiori
- Aegilops caudata var. hirsuta Hegi
- Cylindropyrum cylindricum (Host) Á.Löve
- Triticum cylindricum (Host) Ces., Pass. & Gibelli
- Triticum caudatum subsp. cylindricum (Host) Asch. & Graebn.